# Região Norte (Tailândia)
A Região Norte é uma das 4 regiões da Tailândia, composta por 17 províncias. As regiões da Tailândia não possuem funções administrativas, são utilizadas apenas para fins estatísticos e geográficos.
1. Chiang Mai
2. Chiang Rai
3. Kamphaeng Phet
4. Lampang
5. Lamphun
6. Mae Hong Son
7. Nakhon Sawan
8. Nan
9. Phayao
10. Phetchabun
11. Phichit
12. Phitsanulok
13. Phrae
14. Sukhothai
15. Tak
16. Uthai Thani
17. Uttaradit